# Варуни
Вару́ни (санскр. वारुणी, IAST: vāruṇī) или Варуна́ни (санскр. वारुणाणी, IAST: vāruṇāṇī) — богиня вина и опьянения в индуизме и ведийской религии, супруга бога Варуны. Варуни олицетворяет очищающий нектар бессмертия амриту. В буддизме Варуни считается одной из форм Виджраварахи. Словом «варуни» также называют опьяняющий напиток, а на языке пали — пьяную женщину. В определённых текстах выражение «пить Деви Варуни» означает употребление опьяняющих напитков. Варуни — это также и особый медовый напиток, который называется излюбленным напитком брата Кришны Баларамы. В «Ману-смрити» этот напиток противопоставляется другому хмельному напитку суре. В ведийской астрологии, Варуни олицетворяет накшатру Шатабхиша (Шатабхишадж).

## Как дочь Варуны
Варуни также иногда выступает не как жена, а как дочь Варуны.

## В массовой культуре
Варуни появляется в японской видеоигре «Digital Devil Saga 2» как аватара Серы.